# فینال جام اتحادیه فوتبال انگلستان ۱۹۷۰
فینال جام اتحادیه فوتبال انگلستان ۱۹۷۰، رقابت پایانی جام اتحادیه فوتبال انگلستان در سال ۱۹۷۰ میلادی است که مابین دو تیم باشگاه فوتبال منچستر سیتی و باشگاه فوتبال وست برومویچ در ورزشگاه ومبلی لندن برگزار شده‌است.
این مسابقه که در تاریخ ۷ مارس ۱۹۷۰ انجام شده‌است با نتیجه ۲ بر ۱ به سود تیم باشگاه فوتبال منچستر سیتی به پایان رسید.